# 越前町立宮崎中学校
越前町立宮崎中学校（えちぜんちょうりつ みやざきちゅうがっこう）は、福井県丹生郡越前町樫津にある町立中学校。

## 進学前小学校
- 越前町立宮崎小学校

## 著名な出身者
- 玉村昇悟（プロ野球選手）